# 西瓦鹿亞科
西瓦鹿亞科（學名：Sivatheriinae）為長頸鹿科下的一個亞科，主要分布於中新世晚期至更新世早期的亞洲、非洲及歐洲。牠們具有較粗壯的軀體、較短的四肢、且雄性長有大而外型複雜的皮骨角。

## 分類
- †西瓦鹿亞科 Sivatheriinae Bonaparte, 1850
  - †伯格麟屬（英语：Birgerbohlinia） Birgerbohlinia Crusafont Pairó, 1952
  - †梵天麟属 Bramatherium Falconer, 1845
  - †癸麟屬（英语：Decennatherium） Decennatherium Crusafont Pairó, 1952
  - †希臘獸屬 Helladotherium Gaudry, 1860
  - †海达斯皮斯兽属（英语：Hydaspitherium） Hydaspitherium Lydekker, 1876
  - †因陀羅獸屬 Indratherium Pilgrim, 1910
  - †里拉琴鹿属（英语：Lyra sherkana）? Lyra Ríos & Solounias, 2024
  - †西瓦鹿屬 Sivatherium Falconer & Cautley, 1836
  - †毗濕奴獸屬 Vishnutherium Lydekker, 1876